# روبيا (جرندة)
بلدية روبيا (بالإسبانية: Rupiá) هي بلدية تقع في مقاطعة جرندة التابعة لمنطقة كتالونيا شمال شرق إسبانيا.

## الديموغرافيا
بلغ عدد سكان بلدية روبيا 241 نسمة عام 2011 (وفقاً للمعهد الوطني الإسباني للإحصاء).
| 184 | 192 | 190 | 201 | 223 | 243 | 241 |